# Hamburger Dogma
Das Hamburger Dogma entwickelte sich in Anlehnung an Lars von Triers und Thomas Vinterbergs erfolgreiches Film-"Dogma 95".
Die Autorengruppe DOGMA wollte zur Jahrtausendwende eine Debatte um den Zustand der deutschen Literatur entfachen, indem acht rigide Regeln in einem "Hamburger Vertrag" fixiert wurden. Deren sechs Erst-Unterzeichner wandten sich vor allem gegen die seinerzeitige, bundesdeutsche "Pop-Literatur" von Benjamin von Stuckrad-Barre, Christian Kracht und Benjamin Lebert.

## Autoren der „Dogma“-Gruppe
Im November 1999 verabschiedeten diese sechs Autoren den „Hamburger Vertrag“:
- Gunter Gerlach
- Lou A. Probsthayn
- Michael Weins
- Gordon Roesnik
- Rainer Jogschies
- Alexander Posch

Später kamen noch folgende Autorinnen und Autoren hinzu:
- Thorsten Paßfeld
- Verena Carl
- Sven Amtsberg
- Helga Frien
- Susanne Bartsch

## Die acht Regeln des „Hamburger Vertrages“
Der „Hamburger Vertrag“ enthält acht Regeln und kurze Erläuterungen dieser Regeln.
1. Adjektive sollen vermieden werden.
Wir unterscheiden zwischen wertenden und definierenden Adjektiven. Die wertenden Adjektive müssen vermieden werden. Ihre Bedeutung soll sich im Text durch andere Formulierungen erschließen.
2. Gefühle sollen nicht benannt, sondern dargestellt werden.
Wir wollen Gefühle nicht benennen, sondern beobachten, wie sie sich manifestieren.
3. Gebrauchte Metaphern sind verboten.
Metaphern sind nur dann erlaubt, wenn sie eine neue Verbindung herstellen. Außerdem sind alle Redewendungen verboten.
4. Es muss im Präsens geschrieben werden.
Das Präsens ist näher am Gegenstand.
5. Ein Satz hat nicht mehr als fünfzehn Worte.
Die Begrenzung der Satzlänge dient der Verständlichkeit.
6. Die Perspektive darf nicht gewechselt werden.
Perspektivwechsel sorgen für Distanz.
7. Der allwissende Erzähler ist tot.
Der Autor soll sich nicht über seinen Text erheben.
8. Jeder Text, der das Hamburger Dogma erfüllt, soll vom Autor als solcher gekennzeichnet sein.
Die Kennzeichnung der Texte soll lauten: Dieser Text erfüllt die Regeln des Hamburger Dogmas.

## Wirken der Autorengruppe „Dogma“
Die veröffentlichten Schreibregeln für Autoren wurden bundesweit in den Feuilletons von Zeitungen, Zeitschriften und Rundfunk teils amüsiert – vorgestellt.
Die "Dogma"-Autoren richteten die eigene Webseite "www.hamburger-dogma.de" ein, um das Presseecho zu dokumentieren und eine Debatte zu ermöglichen; sie wurde erst 2011 vom Netz genommen, nachdem jahrelang nichts Neues gepostet worden war.
Veranstaltungen der "Dogma"-Autoren in Hamburg waren "Publikumsmagneten", obwohl sie oft qualitativ nicht überzeugten. So schrieb beispielsweise die "Hamburger Morgenpost" anlässlich der ersten Präsentation: "Ziemlich schnell machte sich jedoch Enttäuschung breit, was nicht nur daran lag, dass viele "Dogma"-Autoren schlechte Vorleser sind. Die Geschichten von Gordon Roesnik, Anne-Dorkas Giesen oder Verena Carl waren recht belanglos und berührten die Zuhörer nicht."
Aus diesen Lesungen entwickelte sich jedoch – als einzige praktische Konsequenz des "Hamburger Vertrages" – im Oktober 2000 der über Jahre in der Hansestadt erfolgreiche Veranstalterzirkel "Macht - Organisierte Literatur". Diese Autorengruppe brachte an wechselnden Orten (MoJo-Club, Deutsches Schauspielhaus) eine Mischung aus "Spoken Word" und "Poetry Slam" erfolgreich auf die Bühne und veröffentlichte eigene Sammelbände mit Lesungstexten.

## Kritik
Die Kritiker des "Hamburger Vertrages" warfen seinen Unterzeichnern vor, das "Hamburger Dogma" sei ein "fast schon peinlich misslungener PR-Gag", um sich in den Zeiten schnell wechselnder Moden ins Gespräch zu bringen.
Zum anderen wurde immer wieder an den bildungsbürgerlichen Kanon erinnert und behauptet, dass "große Literatur" nach "Dogma-Regeln" gar nicht zu schreiben sei. Beispielsweise fragt der Schriftsteller Stefan Beuse im Feuilleton der
Tageszeitung "Die Welt", ob Thomas Manns "Buddenbrooks" oder "Die Blechtrommel" von Günter Grass aus nur einer einzigen Perspektive und ohne wertende Adjektive erzählt werden könnten.
Tatsächlich taten sich selbst die "Dogma"-Autoren mit dem Schreiben nach ihren eigenen Regeln des "Hamburger Vertrages" schwer. Allein Michael Weins veröffentlichte 2002 sein vielbeachtetes Roman-Debüt „Goldener Reiter“ nach den acht schriftstellerischen Grundsätzen. Weins erklärte allerdings auf der Homepage des "Macht-Netzwerks" später, er bemerke zunehmend die "Lust, die Regeln zu unterlaufen". Der Journalist Rainer Jogschies notierte 2003 am Ende seiner Satire "Der Buchmesser" eher verschämt, dass er nicht alle acht Regeln eingehalten habe, da "der Roman zu großen Teilen bereits Anfang der Neunzigerjahre geschrieben" wurde: "Da gab es die Regeln der Autorengruppe DOGMA noch nicht." Doch bei dem Reprint "Der Buchmesser. Reloaded" wurde zwar der Text nach den Regeln des "Hamburger Vertrages" stark überarbeitet, das vorherige "Dogma"-Kapitel jedoch nicht mehr übernommen. Der Nachttischbuch-Verlag verwies nur noch auf seine eigene Webseite, auf der jedoch lediglich die "Dogma"-Erklärung aus 1999 wiedergegeben wird.
Ironischerweise blieb in Buchbesprechungen zu ehemaligen "Dogma"-Autoren das "Hamburger Dogma" meist unerwähnt. Beispielsweise achtete Gunter Gerlach in den Folgejahren die Schreibregeln bei seinen Krimis stets. Und ausgerechnet eine der schärfsten "Dogma"-Kritikerinnen, die spätere "Machtclub"-Aktivistin Tina Uebel, verfasste 2002 ihr Roman-Debüt "Ich bin Duke" weitestgehend nach "Dogma"-Vorstellungen.
Selbst die Kritiker waren sich oft nicht einig. Andreas Heidtmann beispielsweise assoziierte in einer Rezension zu Lou A. Probsthayns Roman "Der Benutzer" von vornherein nicht eBay als prägendes Thema des satirischen Romans, sondern sah das Buch vor allem als einen "Internetroman nach dem Hamburger Dogma". Er gab – lange nach Auflösung der Autorengruppe "Dogma" in 2003 – den Zwiespalt so wieder: "Zum Glück gibt es nur wenige Regisseure und noch weniger Autoren, die nach den Regeln dieser Dogmen arbeiten. Andernfalls wäre die Film- und Literaturwelt bald verarmt. Doch Lou A. Probsthayn gelingt es gerade dank dieses reduktionistischen Ansatzes und dank des Verzichts auf klassische Erzählmittel, einen ungeheuer kompakten, trockenen Stil zu entwickeln, der mit einem immensen Sprachwitz aufgeladen ist. In der spielerischen Wortsetzung und in der  Eigenwilligkeit der Sätze liegt die Stärke dieser Prosa."
Der Kulturwissenschaftler Christian Körner resümierte: "Zieht man Bilanz, ist das „Experiment“ der Hamburger Autoren trotz eines (!) gelungenen Roman-Debüts und aller Gemeinsamkeiten mit der Dogma 95-Bewegung gescheitert."